# Minutes to Midnight
Minutes to Midnight je treći studijski album grupe Linkin Park. Album je izdan između 9. i 18. svibnja 2007. godine. Dugoočekivani album koji je ujedno i njihov prvi studijski album nakon četiri godine duge pauze napokon objavljen, te prodan izvanredno dobro. Probio se do prvog mjesta u SAD-u s prodanih dva milijuna albuma. U samo prva četiri tjedna od objave, prodan je u preko 3,3 milijuna albuma širom svijeta, te se našao na #25. mjestu Top 50 albuma Rolling Stoneve liste za 2007. Nu metal zvuk s prošla dva albuma je ostavljen, te se prema najavama Linkin Parkovog pjevača Chester Benningtona pribjeglo klasičnom rocku, mješavini punka i hip hop-a. U realizaciji novog zvuka pomogao im je producent Rick Rubin. U pjesmama se pronalaze solaže i samo nekoliko dijelova s DJ scratchanjem i upotrebljenom elektronikom što je velika promjena u odnosu na prošlost.

## Objava
Minutes to Midnight je nekoliko puta odgađan za objavu. Prvi rok izdavanja bio je dogovoren za ljeto 2006., a zatim početkom 2007. U rujnu 2006. tijekom jednog intervjua frontman grupe Mike Shinoda je izjavio kako sastav barata s preko 100 potencijalnih pjesama za album, te da je potrebno suziti taj izbor. Linkin Park je u ljeto 2006. svirao na "Summer Sonic-u" u Japanu, te se tamo predstavio s novom pjesmom "Qwerty", koje se nije našla na "Minutes to Midnight-u", nego na LPU 6 CD-u samo za fanove. LPU 6 objavljen je 5. prosinca, a spomenuta pjesma "Qwerty" se na CD-u nalazi u demonstracijskoj i koncertnoj verziji.
Prvi singl s albuma "Minutes to Midnight" bio je "What I've Done", izdan 2. travnja 2007., te se probio na broj jedan "US Modern Rock" ljestvice. Pjesme "Given Up", "What I've Done" i "No More Sorrow" su bile prve live izvedene pjesme s novog albuma 28. travnja 2007. u Berlinu. Uslijedila je i pjesma "Bleed It Out" koja je premjerno izvedena u show-u "Saturday Night Live" 12. svibnja.

### CD / DVD posebno izdanje
Minutes to Midnight bio je dostupan i kao Special Edition CD / DVD. Glavna ideja je bila napraviti nešto kao malo knjigu o umjetnosti i umjetnicima koji su prijatelji sastava. Knjiga ima 24 stranice te sadrži slike iz procesa snimanja. Omotnica "Special Edition"-a namijenjena za tržište u Sjevernoj Americi bila je sive boje, dok je u svim ostalim područjima bila crna.
Bonus DVD sadrži sljedeće:
- 12 pjesama u verziji visoke rezolucije (48 kHz/24-bit)
- The Making of Minutes to Midnigt dokumentarac
- The Making of "What I've Done"
- "What I've Done" glazbeni video

DVD-ROM značajke:
- PDF knjižica s tekstovima pjesama
- Flash widget i fansite alat
- Ekskluzivni linkovi na službene stranice Linkin Parka, dostupnih samo preko DVD-a
- Screensavere
- Wallpapere

Sastav je također objavio i Super fan izdanje, dostupno samo online, a jedina je razlika od običnog "Special Edition" izdanja je knjiga od 68 stranica, a ne od 24. No, pojavili su se neki problemi na DVD-u pa je "Warner Records" povukao iz prodaje tu seriju izdanja

## Pjesme s albuma
1. "Wake" – 1:40
2. "Given Up" – 3:09
3. "Leave Out All the Rest" – 3:29
4. "Bleed It Out" – 2:44
5. "Shadow of the Day" – 4:49
6. "What I've Done" – 3:25
7. "Hands Held High"– 3:53
8. "No More Sorrow" – 3:41
9. "Valentine's Day" – 3:16
10. "In Between" – 3:16
11. "In Pieces" – 3:38
12. "The Little Things Give You Away" – 6:23

### B-Side
- No Roads Left - 3:48

## Demopjesme i naslovi u izradi
- "Wake" - "WAKE Album Intro Idea"
- "Given Up" - "21 Stitches" and "Fire in the City"
- "Leave Out All The Rest" - "Fear" and "When My Time Comes"
- "Bleed It Out" - "Accident" and "Re-F****** write"
- "Shadow Of The Day" - "Shadow of the Day"
- "What I've Done" - "Regrets"
- "Hands Held High" - "Song Q"
- "No More Sorrow" - "EBow Idea"
- "Valentine's Day" - "Love and Sadness" [Ime nije potpuno potvrđeno]
- "In Between" - "Apologies" [Note: This name is not confirmed]
- "In Pieces" - "Pictures"
- "The Little Things Give You Away" - "Drum Song"
- "No Roads Left" - "Patients" and "No Roads Left But One"

## Ljestvice i prodaja
vidi također Linkin Park diskografija
| Ljestvica                                         | Davatelji ( objavljivači )    | Glavna pozicija | Certifikacija | Prodano    |
| ------------------------------------------------- | ----------------------------- | --------------- | ------------- | ---------- |
| Argentinian Albums Chart                          | CAPIF                         | 1               |               |            |
| Australian Albums Chart                           | ARIA                          | 1               | 2× Platinast  | 140,000    |
| Austrian Album Chart                              | Media Control Europe          | 1               | Platinast     | 20,000     |
| Belgium Flanders Album Char                       | Ultratop                      | 2               | Zlatan        | 15,000     |
| Belgium Wallonian Album Chart                     | Ultratop                      | 2               | Zlatan        | 15,000     |
| Brazilian Album Chart                             | ABPD                          | 3               | Zlatan        | 150,000+   |
| Canadian Album Chart                              | Nielsen SoundScan             | 1               | Platinast     | 195,000+   |
| Chile Top 10                                      | Nielsen SoundScan             | 6               |               |            |
| Croatian International Album Chart                | HDU                           | 1               |               |            |
| Czech Album Chart                                 | All Records/IFPI              | 1               |               |            |
| Czech Album Chart                                 | IFPI                          | 1               | Zlatan        | 5,000      |
| Danish Album Chart                                | IFPI/Nielsen Music Control    | 2               |               |            |
| Ecuadorian Albums Chart                           | Discos MTM                    | 1               |               |            |
| Estonian Album Chart                              | Pedrobeat                     | 1               |               |            |
| European Top 100 Albums Chart                     | IFPI                          | 1               |               |            |
| Finnish Albums Chart                              | GLF                           | 1               | Zlatan        | 15,000     |
| French Album Chart                                | SNEP / IFOP                   | 1               | Platinast     | 40,000     |
| German Album Chart                                | IFPI                          | 1               | 2× Platinast  | 400,000+   |
| Greek Album Chart                                 | IFPI                          | 1               | Zlatan        | 10,000+    |
| Hungarian Top 40 Album Chart                      | Mahasz                        | 1               | Zlatan        |            |
| Indian Album Chart                                | Outlook Magazine June Edition | 1               | Platinast     | 100,000+   |
| Indonesian Album Chart                            | LIMA                          | 1               | Platinast     | 50,000     |
| Irish Album Chart                                 | IRMA                          | 1               | 2× Platinast  | 30,000+    |
| Israeli Album Chart                               | MusicaNeto                    | 5               |               |            |
| Italian Album Chart                               | FIMI                          | 1               | 2× Platinast  | 180,000    |
| Japan Album Chart                                 | Oricon                        | 1               | Platinast     | 377,620    |
| Korean International Album Chart                  | Hanteo                        | 1               | Zlatan        | 21,000     |
| Malaysian Album Chart                             | RIM                           | 1               | Zlatan        | 15,000     |
| Mexico Top 100 Albums Chart                       | AMPROFON                      | 2               | Zlatan        | 50,000     |
| Netherlands Albums Chart                          | Mega Charts                   | 2               |               |            |
| New Zealand Album Charts                          | RIANZ                         | 1               | 2× Platinast  | 30,000     |
| Norwegian Albums Chart                            | VG Nett                       | 1               |               |            |
| Polish Album Chart                                | ZPAV                          | 2               | Zlatan        | 35,000     |
| Portuguese Album Chart                            | AFP                           | 3               | Zlatan        | 10,000     |
| Singapore Album Chart                             | RIAS                          | 1               | Platinast     | 15,000     |
| South African Album Chart                         | RISA                          | 1               | Platinast     | 50,000     |
| Spain Album Chart                                 | Promusicae/Media Control      | 2               |               |            |
| Swedish Album Chart                               | Sverigetopplistan             | 1               | Zlatan        | 20,000     |
| Swiss Album Chart                                 | Media Control Europe          | 1               | Platinast     | 30,000     |
| Taiwan 5-Music Western Chart                      | Five Music                    | 1               | Zlatan        | 35,000     |
| Taiwan G-Music Western Chart                      | G-Msic                        | 1               | Zlatan        | 35,000     |
| Taiwanese Album Chart                             | G-Msic/Five Music             | 2               | Zlatan        | 35,000     |
| Thailand Albums Chart                             |                               | 1               | Zlatan        | 20,000     |
| UK Album Chart                                    | OCC                           | 1               | 1x Platinast  | 500,000+   |
| Uruguay Albums Chart                              | CUD                           | 12              |               |            |
| Venezuelan Album Chart                            | AMPROFON                      | 5               |               |            |
| U.S. Billboard 200<                               | Billboard                     | 1               | 2x Platinast  | 2,489,736+ |
| U.S. Comprehensive Albums                         | Billboard                     | 1               | 2x Platinast  | 2,489,736+ |
| U.S. Top Digital Albums                           | Billboard                     | 1               | 2x Platinast  | 2,489,736+ |
| U.S. Top Internet Albums                          | Billboard                     | 1               | 2x Platinast  | 2,489,736+ |
| U.S. Top Rock Albums                              | Billboard                     | 1               | 2x Platinast  | 2,489,736+ |
| United World Chart (Year-End 2007)                | Media traffic                 | 2               |               |            |
| United World Chart (Worldwide Sales)              | Media traffic                 | 1               |               | 5,800,000+ |
| United World Chart (Worldwide Sales Estimations ) | Media traffic                 | 1               | 3x Platinast  | 6,005,000+ |

## Singlovi
Minutes to Midnight  je imao veliki uspjeh u svibnju 2007. odmah nakon izdavanja. Prvi singl je bio "What I've Done", drugi singl "Bleed It Out", treći singl "Shadow of the Day" te četvrti singl "Given Up ", svi navedeni su na "Billboard Hot Modern Rock" ljestvici završavali na brojevima 1, 2, 2 i 4.  Posljednji singl s albuma bila je pjesma "Leave Out All the Rest".
| Godina | Pjesma                   | Ljestvica                                     | Glavna pozicija |
| ------ | ------------------------ | --------------------------------------------- | --------------- |
| 2007   | "What I've Done"         | Billboard Hot 100                             | 7               |
| 2007   | "What I've Done"         | Mainstream Rock Tracks                        | 1               |
| 2007   | "What I've Done"         | Modern Rock Track                             | 1               |
| 2007   | "What I've Done"         | Pop 100                                       | 8               |
| 2007   | "What I've Done"         | Hot Digital Songs                             | 4               |
| 2007   | "What I've Done"         | Polish National Top 50                        | 3               |
| 2007   | "What I've Done"         | Channel [V] Top 200 of 2007                   | 19              |
| 2007   | "What I've Done"         | UK Singles Chart                              | 6               |
| 2007   | "Bleed It Out"           | Billboard Hot 100                             | 52              |
| 2007   | "Bleed It Out"           | Modern Rock Tracks                            | 2               |
| 2007   | "Bleed It Out"           | Mainstream Rock Tracks                        | 3               |
| 2007   | "Bleed It Out"           | Billboard Pop 100                             | 56              |
| 2007   | "Bleed It Out"           | Canadian Hot 100                              | 22              |
| 2007   | "Bleed It Out"           | UK Singles Chart                              | 29              |
| 2007   | "Bleed It Out"           | Channel [V] Top 200 of 2007                   | 44              |
| 2007   | "Leave Out All the Rest" | Pop 100                                       | 98              |
| 2007   | "Leave Out All the Rest" | Bubbling Under Hot 100 Singles                | 17              |
| 2007   | "Shadow of the Day"      | Polish National Top 50                        | 5               |
| 2007   | "Shadow of the Day"      | Modern Rock Tracks                            | 2               |
| 2007   | "Shadow of the Day"      | Mainstream Rock Tracks                        | 6               |
| 2007   | "Shadow of the Day"      | Canadian Hot 100                              | 12              |
| 2007   | "Shadow of the Day"      | Pop 100                                       | 13              |
| 2007   | "Shadow of the Day"      | Billboard Hot 100                             | 15              |
| 2007   | "Shadow of the Day"      | Australian ARIA Charts                        | 15              |
| 2007   | "Shadow of the Day"      | UK Singles Chart                              | 46              |
| 2007   | "Shadow of the Day"      | Channel [V] Top 200 of 2007                   | 68              |
| 2007   | "Shadow of the Day"      | RockMetal World Summary'07                    | 1               |
| 2007   | "Given Up"               | Billboard Hot 100                             | 99              |
| 2007   | "Given Up"               | Pop 100                                       | 78              |
| 2008   | "Given Up"               | Mainstream Rock Tracks                        | 5               |
| 2008   | "Given Up"               | Modern Rock Tracks                            | 4               |
| 2008   | "Leave Out All the Rest" | Australian Singles Chart                      | 28              |
| 2008   | "Leave Out All the Rest" | Recording Industry Association of New Zealand | 38              |
| 2008   | "Leave Out All the Rest" | Polish National Top 50                        | 1               |
| 2008   | "Leave Out All The Rest" | UK Singles Chart                              | 90              |

## Postava
- Chester Bennington - prvi vokal
- Mike Shinoda – vokal, rapp, električna gitara, klavijature
- Brad Delson – električna gitara
- Dave "Phoenix" Farrell - bas-gitara
- Rob Bourdon - bubnjevi
- Joe Hahn - DJ

## Vanjske poveznice
- Službena stranica Linkin Parka
- Minutes to Midnight  Arhivirana inačica izvorne stranice od 19. kolovoza 2008. (Wayback Machine) na MetaCritic
- Minutes to Midnight službena stranica s riječima pjesama  Arhivirana inačica izvorne stranice od 10. veljače 2009. (Wayback Machine)